# Luciatåg

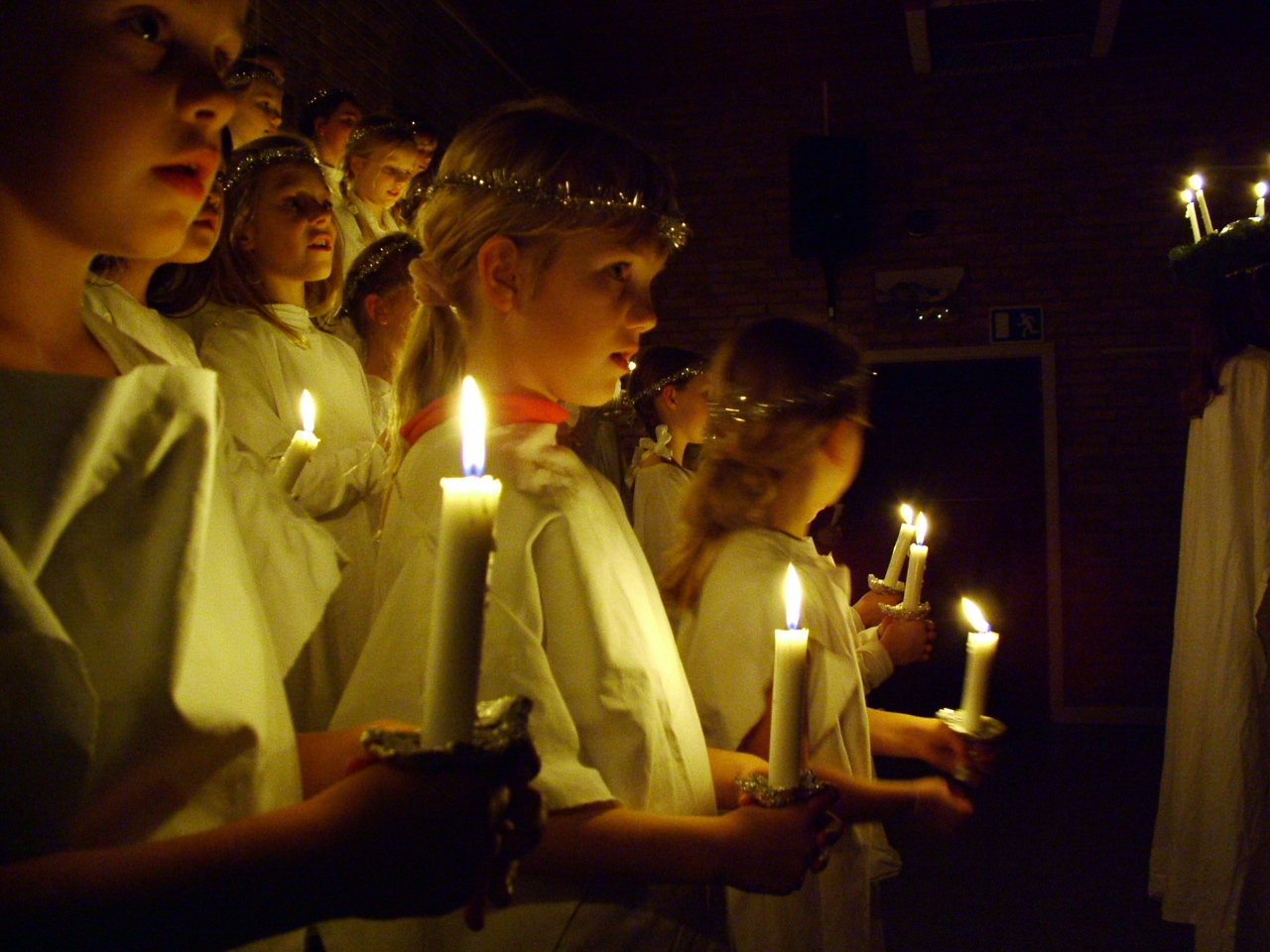
Luciatåg i Danmark 2006.

Ett luciatåg är ett tillfälligt sammansatt följe som uppför en traditionell svensk musikalisk föreställning inom givna ramar. Luciatåg förekommer enbart vid luciatid, särskilt på morgonen på luciadagen den 13 december. 

## Historik och utbredning
Att klä ut barn till kristna helgon i december förekom i någon mån under medeltiden: Det är känt att medeltida skolor utsåg någon elev till årets sankt Nikolaus strax före den sjätte december, och vederbörande brukade få sitta i kyrkokoret tillsammans med kanikerna till och med en barnfest på Värnlösa barns dag några veckor senare. Seden utgör en parallell till luciatåget, men är däremot sannolikt inte en direkt historisk förlaga till luciatåget.
Sedvanan att en kvinna klär sig i vitt, sjunger, samt bär en ljusstake och frukost på sängen på luciadagen (13 december) är känd från Västergötland 1764. Sedvanan skilde sig från dagens luciatåg på flera punkter: Kvinnan bar inte krona, hon åtföljdes inte av ett tåg, firandet hade inte någon fast sångrepertoar, och luciauppvaktningen hörde hemma i sovrummet, snarare än i offentligheten. 
Inledningsvis symboliserade den vitklädda personen med ljus sannolikt Jesusbarnet (efter tyskt mönster), snarare än Lucia: Reformert kristna i Nederländerna brukade låta någon klä ut sig till Jesusbarnet i syfte att skänka barn gåvor den 5—6 december, som en protestantisk ersättning för sankt Nikolaus liknande funktion i romersk-katolska miljöer. Bland tyska lutheraner och herrnhutare flyttades datum från den 5—6 december till 24—25 december, och Jesusbarnet åtföljdes av en skrämmande hjälpreda, djävulsgestalten Krampus – föregångare till den svenska och finska julbocken. När sedvanan spreds till Sverige placerades personen klädd till Jesusbarn på en dag – luciadagen – medan Julbocken placerades på en annan dag – den 24 december. Sedan åtminstone 1820 är det belagt att den vitklädda gestalten – under inflytande av det valda datumet, 13 december – skall symbolisera Lucia, snarare än Jesusbarnet.
Traditionen med luciatåg i modern mening uppstod i Sverige under slutet av 1800-talet, sannolikt genom att assimilera sedvanor tidigare knutna till trettondedagshelgens (5-6/1) gamla djäknespel, och har därefter spritts till andra nordiska länder. Föreningen mellan luciauppvaktning och djäknespel var dock inte total: Tre av djäknespelets traditionella gestalter – Jungfru Maria (spelad av en man), Josef från Nasaret och Judas Iskariot – ingår vanligtvis inte i luciatåget (såvida inte Hjalmar Gullbergs Den heliga natten skall läsas upp). Det moderna luciatåget skiljer sig även från 1600-talets djäknespel och 1700-talets luciauppvaktningar, genom att vara avsevärt nyktrare. Luciasången, som numera utmärker varje luciatåg, finns i tre textversioner till en gemensam melodi: De två första textversionerna författades 1924 (Sankta Lucia, ljusklara hägring) resp. 1928 (Natten går tunga fjät). Sveriges första offentliga luciatåg anordnades av Stockholms-Tidningen den 13 december 1927.
I Finland introducerades luciatraditionen via skolorna i början av 1900-talet. Under 1920- och 1930-talen lanserades lucia medvetet som en finlandssvensk identitetssymbol, bland annat genom storstilade luciaprocessioner i Helsingfors och andra städer.

## Sammansättning
Luciatågets huvudperson är Lucia, oftast en flicka eller ung kvinna med långt utslaget hår under luciakronan. Lucia går främst i tåget. I sitt följe har hon 12[källa behövs] (ett heligt tal Lucia är den 13 tärnan) tärnor som vanligen följer Lucia parvis. Efter dem följer ibland stjärngossar som föreställer de tre vise männen och Herodes den store – en sedvana inlånad från medeltidens och 1600-talets djäknespel hållna på trettondedagsafton.
Framförallt om deltagarna är barn kan det även ingå pepparkaksgubbar- och gummor, sockerbagare, tomtar, möss och en Staffan Stalledräng med eller utan "fålar" i tåget. Av dessa är Staffansgestalten (Stefanos) av äldre ursprung än de andra, och brukade ingå i de tidigare nämnda djäknespelen vid trettondedagshelgen. Tomtenissar kom att förknippas med jultiden genom novellen Lille Viggs äfventyr på julafton (1875) och dikten Tomten (1881), båda av Viktor Rydberg. Pepparkakorna och sockerbagarna är hämtade från sånglekar populära under 1940- och 1950-talet. Sången Sockerbagaren författades av Alice Tegnér 1895, och sången Tre pepparkaksgubbar författades av Astrid Forsell-Gullstrand 1913. Båda sångerna vann dock större genomslag genom sångboken Nu ska vi sjunga, publicerad 1943. Alf Prøysens barnvisa Mössens julafton (1940-talet) har gjort att luciatåg ibland kan innehålla barn utklädda till möss, som sjunger denna sång.
Även tåg med män i rollen som Lucia har förekommit historiskt och i samtiden, något som kan ha sin grund i gamla tiders teater där det var vanligt att män spelade kvinnor eftersom kvinnor tidvis inte ens tilläts förekomma på scen.

## Genomförande

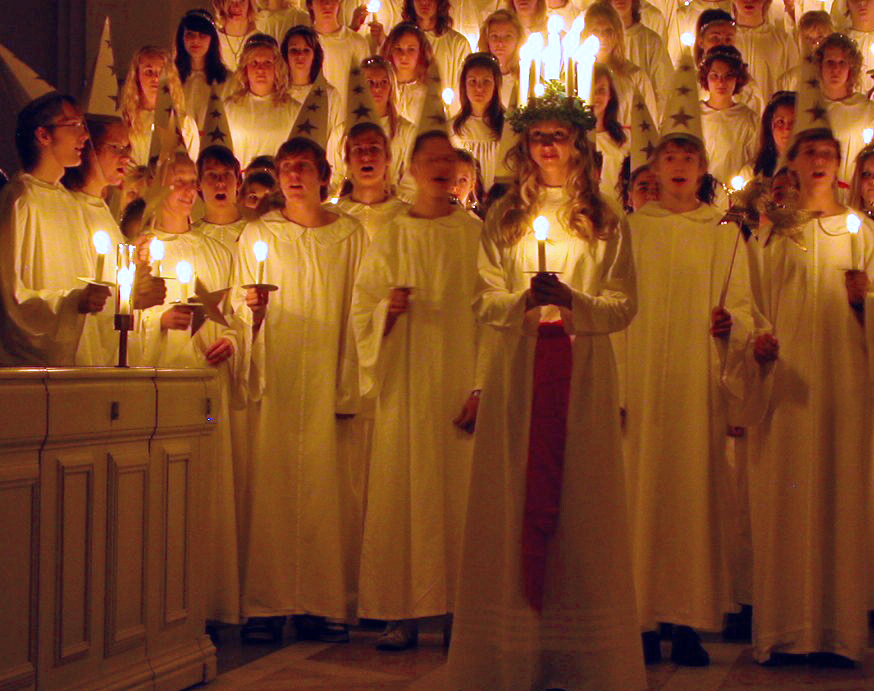
Luciatåg i en kyrka. Sverige 2006.

Den vanligaste typen av luciafirande genomförs så att publiken sitter i ett mörklagt auditorium och luciatåget närmar sig sjungande och med tända ljus utifrån. Luciatåget rör sig genom auditoriet och går upp på scenen där Lucia ställer sig i mitten och tärnorna på ömse sidor om henne i en linje. Om andra roller deltar står dessa vanligen på ytterkanterna. Tomtar kan ibland sitta på huk framför tärnorna. Luciatåget framför en musikalisk föreställning med luciasånger, julsånger och versläsning. Sångerna framförs a cappella eller till ackompanjemang av piano eller orgel. Om det finns en Staffan Stalledräng med kan han vara solist när den sången sjungs. Luciatåg med barn kan också ha ett större inslag av tablåer än luciatåg med vuxna deltagare. Föreställningen avslutas genom att luciatåget sjunger en luciasång och tågar ut ur lokalen.
I mindre sammanhang bjuder lucia eller tärnorna ibland på något ätbart, vanligtvis pepparkakor eller lussekatter. Barn som håller luciatåg för sina föräldrar kan bjuda på frukost.
Att delta i ett luciatåg kallas – särskilt om sammanhanget är mindre seriöst – för att lussa. Det är på vissa orter vanligt att gymnasieelever lussar för en del av sina lärare i deras bostäder, vanligen mycket tidigt på morgonen. I sådana sammanhang brukar de klassiska sångerna förses med mer eller mindre smickrande egenproducerade texter om lärarna i fråga.
Inom den gemensamma ramen för luciatåg kan graden av solennitet anpassas flexibelt efter lokala behov och omständigheter. De som önskar ett konfessionslöst luciatåg, lämpat för förskolor och skolor, kan lägga tyngdpunkten på tomtenissar, sockerbagare och möss. 

### Sångrepertoar
Till de vanligaste sångerna hör Luciasången (oftast med någon av de tre texterna "Natten går tunga fjät", "Sankta Lucia, ljusklara hägring" eller "Ute är mörkt och kallt"), Staffansvisan, Nu tändas tusen juleljus, Stilla natt och Så mörk är natten i midvintertid. Om det finns pepparkaksfigurer i tåget brukar dessa sjunga Tre pepparkaksgubbar, och om tomtar är med brukar dessa sjunga Tomtarnas julnatt ("Midnatt råder"). Om sockerbagare ingår i tåget, sjunger de Sockerbagaren. Om möss ingår i tåget sjunger de Mössens julafton. Ibland läses några särskilda verser med luciatema. Sådana mera konfessionella luciatåg som äger rum i kyrkorum kan innehålla Hjalmar Gullbergs Den heliga natten (1951) och Catharina Broomés luciapsalm Mot den mörka vinterhimlen (1993).

## Uttagning
Det mest uppmärksammade svenska luciatåget leds av Sveriges Lucia som utses i en omröstning varje år. Som tärnor deltar de kvinnor som inte blev valda till lucia. De flesta kommuner har egna luciatåg där Lucia vanligen utses efter en omröstning i lokaltidningen. Det har tidigare funnits en stark uppfattning om att Lucia bör ha långt blont hår, och dessa omröstningar har ibland kritiserats för att vara utseendefixerade, rasistiska och sexistiska. På senare år har utseendets och hårfärgens betydelse därför tonats ned, men att vara Lucia eller tärna i ett seriöst luciatåg är fortfarande bara tillgängligt för flickor och kvinnor.
I vissa skolor har man på grund av risken för ökad mobbning numera frångått omröstningsförfarandet. I förskolor är det vanligt med flera lucior i samma luciatåg.

## Kostym

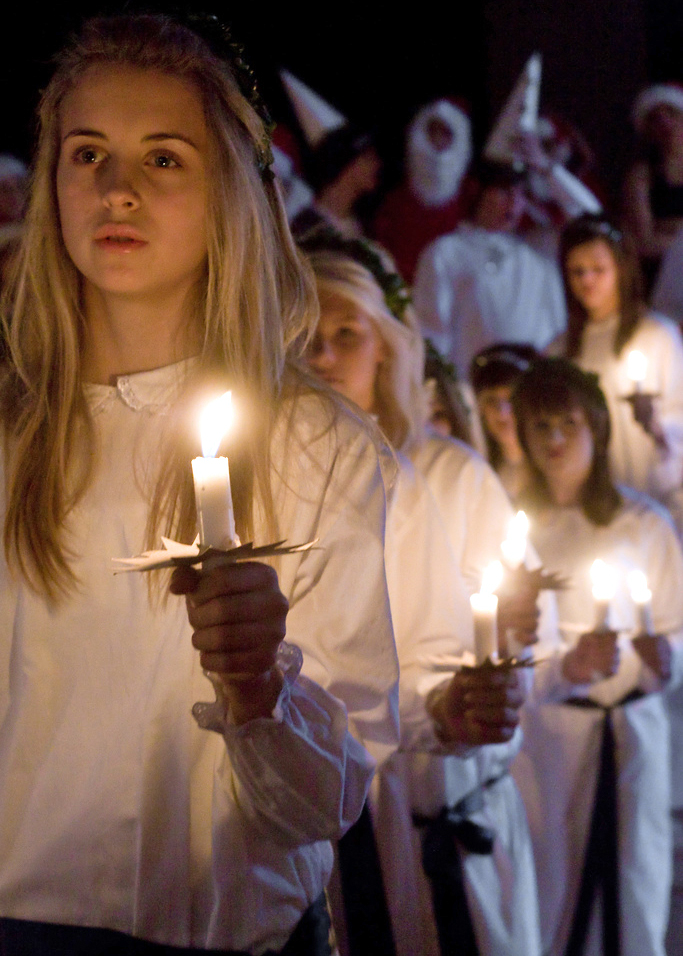
Vita lucialinnen och levande ljus i ett luciatåg i Sverige år 2007

Lucia och tärnorna är klädda i vita, långa, långärmade lucialinnen. Lucia bär traditionellt en luciakrona; en metallkrona eller en krans av lingonris med ljus i. Ljusen är jämnt fördelade i kransen omkring huvudet och ofta finns det ett ljus uppe på hjässan. Lucia har också ett rött band om midjan. Tärnorna kan också ha rött band. I håret har de en lingonkrans, ibland kan glitter förekomma. Tärnorna bär ofta ett ljus i handen. Detta ljus brukar ha en manschett av papper dekorerad med glitter. Manschetten används även för minnesanteckningar, till exempel vilken ordning sångerna ska sjungas i eller verser som ska läsas.
Traditionellt har Lucia och tärnorna levande ljus, men i vissa sammanhang ersätts de av elektriska ljus av säkerhetsskäl för att undvika brand. Elektrisk belysning förekommer framförallt i skolorna och förskolorna.
Stjärngossar brukar ha samma typ av vita särkar som tärnorna, stjärngossestrut på huvudet och en stjärndekorerad pinne i handen. Tomtar är vanligtvis klädda i röda tomtedräkter (även grå vadmal kan förekomma). Pepparkaksgubbar och pepparkaksgummor efterliknar bakverken i sin klädsel - brunt med vita kanter och dekorationer. Staffan Stalledräng gestaltas ofta som en schablonartad bonddräng av 1800-talstyp, med skjorta, väst, slokhatt och gärna lite halm i fickorna, men är ibland en av stjärngossarna. Sockerbagarna har vanligtvis förkläde och vit kockhatt.